# NVX-CoV2373
NVX-CoV2373, aussi connu comme le vaccin de Novavax contre la COVID-19 ou Nuvaxovid ou encore Covovax, est un vaccin contre la COVID-19 développé par Novavax et la Coalition pour les innovations en matière de préparation aux épidémies.
Il atteint un taux d'efficacité de 89 % après l'injection de deux doses,. Il est stable à des températures se situant entre 2 °C et 8 °C.

## Description
NVX-CoV2373 a été décrit soit comme un vaccin à sous-unités protéiniques,,, soit comme un vaccin à particules pseudo-virales,.
Toutefois, son fabricant préfère indiquer qu'il s'agit d'un « vaccin à nanoparticules recombinantes » (recombinant nanoparticle vaccine). Cette technologie de vaccins dits « sous-unitaires » présente des similitudes importantes avec les vaccins contre l’hépatite B ou la coqueluche.
Le vaccin est créé à partir d'un baculovirus partiellement artificiel qui contient un gène modifié du péplomère du SARS-CoV-2. Par la suite, le baculovirus infecte une culture de Sf9 (des cellules issues des lépidoptères Spodoptera frugiperda), qui créent à leur tour des péplomères dans leurs membranes cellulaires. Les péplomères sont par la suite recueillis et assemblés dans des particules pseudo-virales qui contiennent des nanoparticules lipidiques (en) d'un diamètre de 50 nanomètres, chacune comportant jusqu'à 14 péplomères. La formule comprend aussi un adjuvant à base de saponine,,.
Contrairement aux vaccins de Pfizer et Moderna qui utilisent la technologie de l'ARN messager, celui de Novavax comprend des fragments de coronavirus qui permettent de provoquer une réponse immunitaire. Novavax a également créé un vaccin combinant ceux qu’elle développe séparément contre la grippe et le Covid-19.

## Essais cliniques
À la suite des essais cliniques phase III, la société Novavax indique un taux d'efficacité de 89 % contre la COVID-19, mais elle concède que ce vaccin n'est pas aussi efficace contre le variant Omicron — qui cause moins de formes graves que les variants Alpha et Delta — mais qui est plus infectieux.
Le 14 juin 2021, Novavax annonce que son vaccin permet de réduire les infections de 90,4 % et prévient les formes modérées à sévères à hauteur de 100 %, y compris contre les variant Alpha selon l'étude PREVENT-19 réalisée aux États-Unis et au Mexique.

## Commandes publiques
Le Canada a signé en janvier 2021 une entente pour l'obtention de 52 millions de doses de ce vaccin. L’entente prévoit la fabriquer à la nouvelle usine du Conseil national de recherche du Canada à Montréal, le Centre de production de produits biologiques, lorsque celle-ci sera opérationnelle.
Novavax annonce le 3 mai 2021 pouvoir livrer 200 millions de doses à l'Union Européenne d'ici la fin de l'année 2021, à condition que le vaccin soit approuvé d'ici-là .
Un contrat d'achat anticipé (CAA) pour 200 millions (100 millions + 100 millions en option) de doses a été approuvé par la Commission le 4 août 2021, pour la periode 2021-2023,.
Le 20 décembre 2021, l'Agence européenne des médicaments (AEM) approuve le vaccin pour l'Union européenne. Celui-ci doit être administré en deux doses espacées de trois semaines.

## Dose de rappel
À la suite de l'avis de la HAS du 1er décembre 2022, le vaccin Novavax est autorisé, depuis le 16 décembre 2022, en France pour le rappel aux patients qui « ne souhaitent pas ou ne peuvent plus recevoir un vaccin à ARN messager ».

## Effets secondaires
Le 14 juillet 2022, l'Agence européenne des médicaments signale que ce vaccin pourrait provoquer des réactions allergiques sévères (anaphylaxie) et recommande : « Les gens qui développent une forte réaction allergique après avoir reçu la première dose de Nuvaxovid ne devraient pas recevoir la seconde ».

## Cas des femmes enceintes
En décembre 2022, ce vaccin n'est pas recommandé pour les femmes enceintes en France. En Australie, le vaccin est classé en catégorie B1 (seul un nombre limité de femmes - vaccinées avec - se sont trouvées enceintes, et aucun effet indésirable sur le fœtus n'a été observé).